# 华盛顿与李大学法学院
华盛顿与李大学法学院（Washington and Lee University School of Law）是一所位于美国弗吉尼亚州列克星敦的法学院，附属于华盛顿与李大学。该院创建于1849年，创建时被称为列克星敦法学院，1866年并入华盛顿与李。该院在《美国新闻与世界报道》的法学院排名中排到43名。